# 施倫肯格拉本河
53°45′32″N 12°14′24″E / 53.759°N 12.240°E
施倫肯格拉本河（德語：Schlenkengraben），是德國的河流，位於該國東北部，由梅克倫堡-前波美拉尼亞州負責管轄，河道全長7公里，發源自霍彭拉德以南。